# 49th Parallel
49th Parallel és una pel·lícula britànica dirigida per Michael Powell, estrenada el 1941.

## Argument[1]
Durant la Segona Guerra Mundial, un submarí alemany enfonsa un vaixell prop de les costes canadenques. De seguida, prova una retirada estratègica cap a la badia de Hudson però és localitzat i bombardejat. Sis marins alemanys supervivents es troben sols en el gegantí territori canadenc. Han de travessar el país, arribar als Estats Units encara neutrals, i esperar així escapar-se del continent per tornar a Alemanya.

## Repartiment
- Richard George: Kommandant Bernsdorff
- Eric Portman: Tinent Hirth
- Raymond Lovell: Tinent Kuhnecke
- Niall MacGinnis: Vogel
- Peter Moore: Kranz
- John Chandos: Lohrmann
- Basil Appleby: Jahner
- Laurence Olivier: Johnnie
- Leslie Howard: Philip Armstrong Scott
- Finlay Currie: El carter
- Ley On: Nick - l'esquimal
- Anton Walbrook: Peter
- Glynis Johns: Anna
- Charles Victor: Andreas
- Frederick Piper: David
- Raymond Massey: Andy Brock

## Premis i nominacions

### Premis
- 1941: Oscar al millor guió adaptat per Emeric Pressburger

### Nominacions
- 1941: Oscar a la millor pel·lícula